# Sector de Radiocomunicaciones de la UIT
El Sector de Radiocomunicaciones de la Unión Internacional de Telecomunicaciones (UIT-R), o Radiocommunication Sector of the International Telecommunication Union (ITU-R), es la parte del organismo internacional UIT referente a las radiocomunicaciones encargado de:
- realizar estudios técnicos,
- dar respuesta a las cuestiones prácticas, y
- ofrecer recomendaciones técnicas.

## Historia[1]
Los primeros estudios internacionales relacionados con el área de radiocomunicaciones se realizaron tras la primera Conferencia Internacional de Radiotelegrafía de Berlín (International Radiotelegraph Conference) de 1906, en la que 29 estados marítimos firmaron la Convención Internacional de Radiotelegrafía (International Radiotelegraph Convention). En 1927, durante la conferencia de Washington, se creó la precursora de la ITU-R, denominada como Comité Consultivo Internacional de Radiocomunicaciones (CCIR), o International Radio Consultative Committee (IRCC), con el objeto de servir como un comité de normalización de las radiocomunicaciones. Unos años después, durante la Conferencia Internacional de Radio de 1947 celebrada en Atlantic city, se creó la Junta Internacional de Registro de Frecuencias, o International Frequency Registration Board (IFRB)), con el fin de regular las frecuencias de radiocomunicaciones, que más adelante se fusionaría con la CCIR para formar el actual ITU-R, en 1992 durante la Conferencia Extraordinaria de Plenipotenciarios de Ginebra (Additional Plenipotentiary Conference).